# Morellia couriae
Morellia couriae är en tvåvingeart som beskrevs av Pamplona 1986. Morellia couriae ingår i släktet Morellia och familjen husflugor. Inga underarter finns listade i Catalogue of Life.